# Titewhai Harawira
Titewhai Te Huia Hinewhare Harawira (Wakhapara, Whangarei, 1932-Auckland, 24 de enero de 2023)  fue una activista maorí neozelandesa. Estaba afiliada a Ngāti Hau y Ngāti Hine hapū de Ngāpuhi y Ngāti Wai.

## Biografía
Harawira era una comentarista política y un activista de los derechos civiles. Ella era parte de un pequeño grupo que formó el Comité de Acción de Waitangi en 1979 para cerrar las celebraciones del Día de Waitangi hasta que se honrara el Tratado de Waitangi. Dama Whina Cooper, Eva Rickard y Harawira dirigieron un hikoi en Waitangi en 1985. En 1990 fue a los Países Bajos para pedirle al gobierno de ese país que recuperara el nombre "Nueva Zelanda" para poder utilizar en su lugar el nombre maorí original "Aotearoa". Ella estaba en el Consejo Maorí de Nueva Zelanda, y fue presentadora de comentarios en Radio Waatea. Durante muchos años, Harawira acompañó a los primeros ministros de Nueva Zelanda en Te Tii marae, Waitangi durante las celebraciones de Waitangi.
En la década de 1970, como miembro de Ngā Tamatoa, abogó como "amiga en la corte" por los maoríes que comparecían en la corte. Este programa más tarde se convirtió en el Duty Solicitor. Ngā Tamatoa también promovió Te Reo Māori en las escuelas primarias y Hana Te Hemara presentó una petición de más de 30.000 firmas al parlamento en 1972, lo que condujo a la Ley del idioma maorí, el desarrollo de Kohanga Reo, Kura Kaupapa, Wharekura, Māori Television, Iwi Radio y Wananga. El liderazgo de Ngā Tamatoa le pidió a Harawira y Witi McMath que se acercaran a Whina Cooper para liderar la Hikoi Whenua, la Marcha por la tierra maorí en 1975, para detener la alienación de la tierra maorí.
En 1974, se presentó sin éxito al Ayuntamiento de Auckland con una candidatura del Partido Laborista. En 1975 buscó sin éxito la candidatura del Partido Laborista para el electorado de Onehunga junto con otros 26 aspirantes tras la jubilación de Hugh Watt, pero perdió ante Frank Rogers.
En 1989, fue encarcelada durante nueve meses por agredir a un paciente en una unidad de salud mental que dirigía.
En 2006, una delegación de Te Taumata Kaumatua o Ngapuhi Nui Tonu fue a Parihaka para reunirse con ancianos y participar en una visita consultiva del Relator Especial de las Naciones Unidas, Rodolfo Stenhagen. En marzo de 2007, los oradores de Te Taumata Kaumatua o Ngāpuhi (Harawira, Nuki Aldridge y Mere Mangu) buscaron una audiencia independiente o un tribunal alternativo para escuchar los reclamos de Ngapuhi contra la Corona en una conferencia judicial con el Tribunal de Waitangi. Los reclamos de Ngapuhi (Te Paparahi o Te Raki) desafiaron a la Corona a honrar a He Whakaputanga y Te Tiriti de Waitangi como los documentos fundacionales de la relación entre los maoríes y la Corona. Pereme Porter y Theodore Gray alegaron que la Corona participó en actos de guerra contra Ngāpuhi. Harawira, Nuki Aldridge y Mere Mangu con Moea Armstrong de Network Waitangi seleccionaron un panel independiente de observadores para las primeras audiencias de Ngāpuhi en 2010. Posteriormente, en 2012, el panel publicó "Ngāpuhi Speaks: encargado por Kuia y Kaumātua de Ngāpuhi, He Whakaputanga y Te Tiriti o Waitangi, informe independiente sobre Ngāpuhi Nui Tonu Claim".

### Incidente del Día de Waitangi de 1998
Harawira instigó personalmente un incidente infame durante las celebraciones del Día de Waitangi de 1998. Tradicionalmente, los Ngapuhi prohibían a las mujeres hablar en el marae de Waitangi; sin embargo, como primera ministra, a Helen Clark se le había otorgado una dispensa especial para hablar allí durante el powhiri. Harawira se opuso a esto, no en nombre de la tradición, sino más bien porque estaba indignada de que a una mujer pakeha se le diera el derecho de hablar cuando las mujeres maoríes aún no tenían el mismo privilegio. Se acercó a Helen Clark y le pidió que se sentara y permaneciera en silencio. El incidente ha sido descrito como "aterrador", "genuinamente aterrador" y un "bombardeo brutal". Helen Clark estaba rodeada por Dover Samuels, que había promovido la visita de Clark (y que más tarde fue expulsado de su escaño parlamentario por el hijo de Harawira, Hone), y Tariana Turing. Mientras Clark se escondía detrás de Samuels, la hija de Harawira, Hinewhare, entró en el marae y amenazó con golpear a Clark si se ponía de pie. Clark, conocida por su imagen pública acerada y serena, se deshizo en lágrimas en la televisión en vivo. Dos años después del incidente, Helen Clark advirtió que si Ngapuhi no podía tratarla con dignidad, se iría a otra parte el Día de Waitangi. "Titewhai Harawira sabe muy bien que otras mujeres han hablado en esa casa de reuniones durante décadas", dijo Clark más tarde. “No está prohibido que las mujeres hablen en esa casa de reuniones, así que todo fue una manipulación cruel. Encontró otro ángulo para arruinar el Día de Waitangi.'' La entonces líder de la oposición, Jenny Shipley, dijo que veía la cautela de Clark de asistir a más celebraciones en Waitangi como una "evasión".

### Vida personal y muerte
Harawira se casó con John Puriri Harawira y tuvieron ocho hijos, incluido el político neozelandés Hone Harawira. John Puriri Harawira murió cuando su hijo menor tenía ocho años.
Harawira murió el 24 de enero de 2023, a los 90 años. El nuevo primer ministro, Chris Hipkins, que había sucedido a Jacinda Ardern en el cargo ese mismo día, rindió homenaje a Harawira durante uno de sus primeros discursos públicos como primer ministro: “Quiero reconocer su fallecimiento y quiero envíe mis condolencias y mi aroha a su whānau… Habrá muchos kiwis que no estén de acuerdo con Titewhai Harawira, pero nadie podría dudar de su pasión, su sinceridad y su compromiso con los maoríes.
El Ministro de Desarrollo Maorí, Willie Jackson, también rindió homenaje, elogiando a Harawira como “un agente de cambio”, además de declarar: “Es irónico que muera ahora, el día de la renuncia del primer ministro. Ti amaba inmensamente a Jacinda y se habría hecho añicos con su renuncia... Titewhai Harawira llegó a significar la esencia del período del renacimiento maorí, un despertar de los maoríes no solo a los errores de nuestro pasado colectivo, sino también, lo que es igualmente importante, al establecer un marco para el progreso colectivo de nuestro país mediante el cumplimiento de los compromisos de nuestros antepasados con Te Tiriti o Waitangi y las promesas que tiene para todos”.
Harawira tenía una reputación formidable. Un kaumatua en el marae de Waitangi, Kingi Taurua, la llamó “una matona”. En respuesta, ella lo etiquetó como "un debilucho", que "necesita desarrollar una columna vertebral". También fue criticada por ser "vanidosa", a menudo exigía lápiz labial y se negaba a quitarse las gafas de sol para los fotógrafos, y "arrogante", cuando un entrevistador le preguntó sobre el grado de fama que había establecido a lo largo de su vida, Harawira se rio, "Cariño, ¿un título? Ja ja. Un título, cariño, vamos". Esta reputación e imagen pública dieron lugar a acusaciones de que ella se estaba poniendo intencionalmente a sí misma y a su imagen ante las necesidades de los maoríes. Sin embargo, rechazó esta idea y afirmó: "Para mí, el panorama general es el maná de Ngapuhi. Todo el asunto del tratado está enterrado en el tema de la personalidad.”